# Panquehue
Panquehue è un comune del Cile della provincia di San Felipe de Aconcagua nella Regione di Valparaíso. Al censimento del 2012 possedeva una popolazione di 6.837 abitanti.

## Società

### Evoluzione demografica
| Censimento del 1992 | Censimento del 2002 |
| 5.900 ab.           | 6.567 ab.           |